# Vidrio del bosque

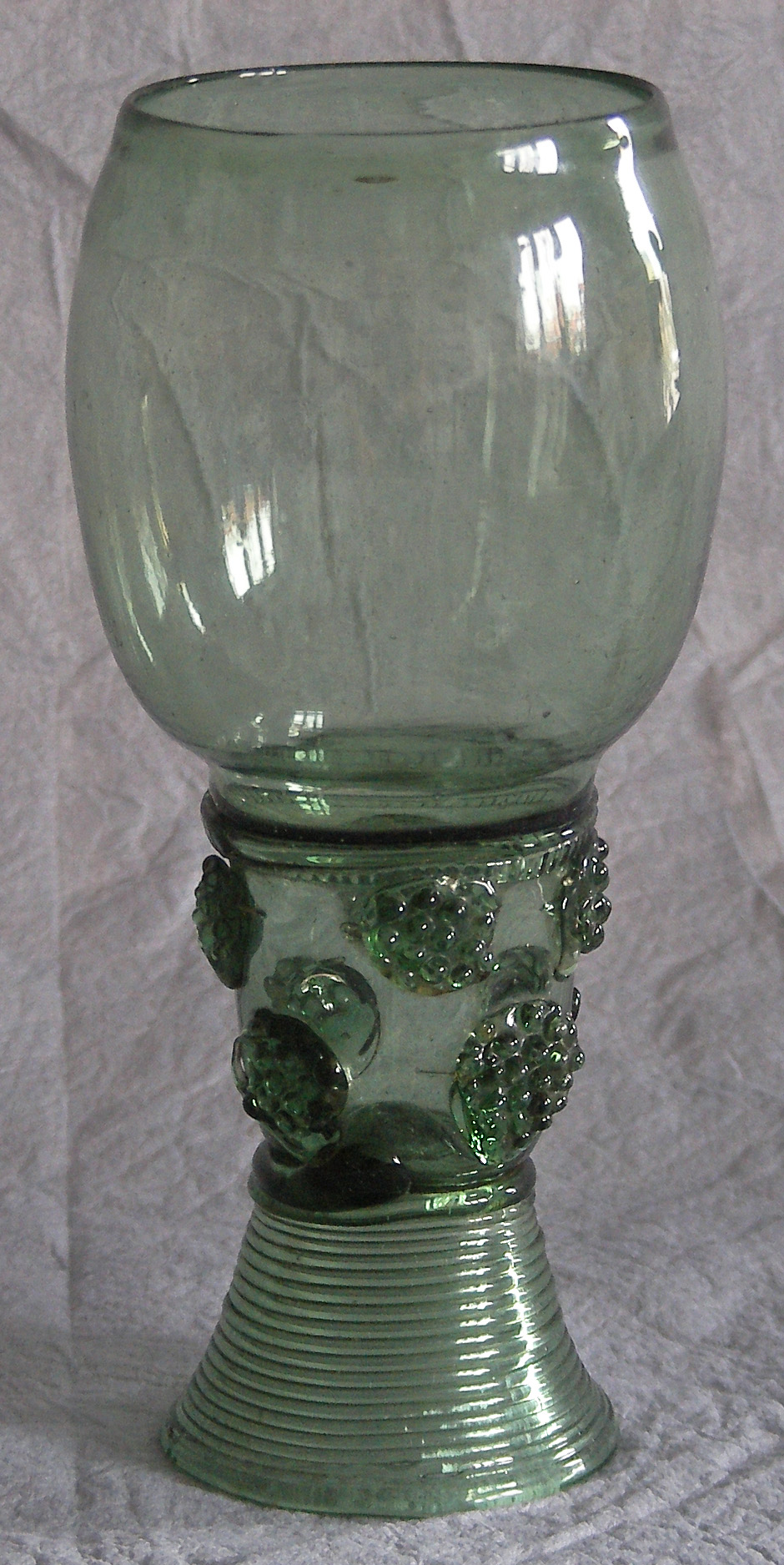
Vaso alemán fabricado con "waldglas", siglo XVII.

El término vidrio del bosque o en alemán waldglas se aplica a vidrio medieval producido en el noroeste de Europa en el período que va del 1000 al 1700, utilizando cenizas de madera y arena como materia prima, y preparado en fábricas denominadas casas de vidrio en las zonas boscosas. Se caracteriza por vidrios de colores verdosos-amarillentos, los productos más antiguos a menudo presentan un diseño tosco y calidad pobre, este tipo de vidrio era utilizado para fabricar cuencos de uso cotidiano y luego en mayor medida para producir vidrios coloreados para los vitrales de las iglesias. Su composición y método de fabricación es distinto del de los vidrios romano y prerromano de la zona del mediterráneo y vidrios islámicos contemporáneos del este.

## Historia
Durante el imperio romano la materia prima y los métodos de fabricación utilizados en el norte de Europa fueron aquellos de tradición romana, utilizando el mineral natrón. Durante varios siglos luego de la caída del imperio romano hacia el 450, el reciclado de vidrio romano era la práctica usual y las habilidades de fabricación del vidrio se fueron perdiendo. Con el desarrollo del imperio Carolingio en el noroeste de Europa hacia el año 800 la demana de vidrio aumentó en forma significativa lo que expuso problemas en el suministro de las materias primas tradicionales, además de un deseo imperial de emular la cultura más sofisticada del imperio islámico (que producía un vidrio de alta calidad) condujo a experimentar con nuevas materias primas y el desarrollo de una tecnología de fabricación completamente novedosa.
Investigaciones arqueológicas, han permitido estudiar numerosas casa de vidrio medievales en el oeste y norte de Europa, particularmente en las montañas de Alemania. A causa del reciclado del material de construcción, la mayoría de estos sitios se encuentra muy pobremente preservados, pero existe evidencia que indica que tanto la fabricación del vidrio como su modelado posterior se hacían a menudo en el mismo sitio.

## Fabricación del vidrio

Estructura atómica típica del vidrio.

Es importante diferenciar entre la fabricación de vidrio a partir de la materia prima y el modelado posterior del vidrio, mediante el cual se producen los artículos utilitarios o decorativos al fundir trozos de vidrio en bruto o cullet que pueden haber sido producidos en otra parte o reciclando vidrio viejo. 
El vidrio está formado por cuatro componentes principales: 
1. Un material base – que constituye la red atómica que forma la matriz del vidrio.[4] Esto es óxido de silicio (SiO2), el cual en la antigüedad era incorporado en forma de cuarzo molido,[5] y a partir de la era romana se incorpora con el uso de arena.
2. Un álcali fundente – para disminuir la temperatura de fusión del silicio, permitiendo alcanzar la fusión a temperaturas conseguibles en la época. En épocas antiguas, las cenizas de plantas ricas en sodio que crecían en zonas áridas alrededor de la zona este del Mediterráneo eran utilizadas como fuente de óxido de sodio (Na2O) que hacia de fundente. En épocas romanas se utilizaba el mineral denominado natrón, una mezcla que se encuentra en la naturaleza a base de sales de sodio alcalinas, extraídas de la zona de Wadi-Natrun en Egipto. Los fabricantes de vidrio islámicos posteriores a los romanos volvieron a utilizar cenizas de plantas ricas en sodio,[6] mientras que en el norte de Europa, se desarrolló un método que utilizaba cenizas de madera para proveer potasio (K2O) como fundente. También se puede utilizar óxido de calcio (cal, CaO) como fundente.[4]
3. Un estabilizador - para evitar que el vidrio se disuelva en agua y aumentar la resistencia a la corrosión. El más efectivo es cal (CaO) aunque la alumina(Al2O3) y el óxido de magnesio (MgO) pueden producir el mismo efecto.[4] Estos minerales pueden ya estar presentes en distintas proporciones en la arena misma.
4. Un colorante u opacador - Estos pueden estar presentes en forma natural en el vidrio producto de las impurezas en las materias primas o puede ser agregado en forma deliberada al vidrio fundido en forma de minerales o como escoria producto de procesos de fusión o conformado de metales. Los elementos más utilizados son hierro, cobre, cobalto, manganeso, estaño, antimonio y plomo. La opacidad puede ser producto de burbujas en el vidrio o la inclusión de agentes específicos tales como estaño y antimonio. El color resultante y la opacidad de una determinada composición pueden ser controlados mediante la temperatura y las condiciones redox dentro del horno.[6][7]

## La química del ‘vidrio del bosque’
En épocas postromanas una serie de problemas políticos en la zona de Wadi-Natrun interrumpieron el suministro de natrón por lo que se debieron desarrollar otras alternativas. Los fabricantes de vidrio del este volvieron a utilizar el método antiguo basado en cenizas de plantas ricas en sodio y durante algún tiempo proveyeron de vidrio al sur de Europa utilizando las rutas comerciales romanas. Sin embargo, los fabricantes de vidrio veneciano, que habían heredado las técnicas de producción de vidrio romanas, monopolizaron el comercio de cenizas de plantas y les prohibieron a los artesanos que trabajaran fuera de los límites de la ciudad. Por lo tanto el resto de Europa, al norte de los Alpes, debió encontrar otra forma de fabricar vidrio. Los materiales para el material base y el estabilizador del vidrio, se presentan en abundancia en todas las regiones en forma de arena o cuarzo y cal de diversos tipos. Los europeos del norte experimentaron usando cenizas de madera, helechos y bracken como fuentes de fundente alcalino. En su apogeo la industria del vidrio romana producía vidrio de alta calidad, delgado, incoloro y claro con una composición consistente. Los vasos más antiguos realizados con vidrio del bosque se caracterizan por composiciones sumamente variadas y una calidad pobre, a menudo su color es verdoso o amarronado, sus paredes son gruesas con inclusiones y burbujas. Lo cual sugiere que el uso de cenizas de madera no era meramente un reemplazo de la materia prima sino que requirió del desarrollo de una nueva tecnología con sus dificultades asociadas. 
Mientras que los vidrios romanos y aún los más antiguos (que poseen composiciones basadas en Si/Na/Ca) tuvieron una uniformidad destacable que se extendió por un número amplio de regiones y a través de varios siglos, el vidrio medieval (que posee composiciones basadas en Si/K/Ca) se caracteriza por composiciones sumamente diversas. Esto puede ser explicado en cierta medida al examinar la dependencia de la temperatura de fusión del vidrio con las proporciones de los componentes que lo forman, los cuales por un tema de simplicidad se reducen a tres. En la práctica el vidrio contiene muchos más componentes que hacen al sistema más complejo. El estudio de estos sistemas ternarios, junto con el análisis de las impurezas le permite a los arqueólogos determinar el sitio de proveniencia del vidrio.
Se cree que en épocas premedievales las materias primas eran calentadas hasta una temperatura en la cual se fusionaban solo parcialmente, por lo que las partes no fusionadas eran extraídas, se lavaban los componentes no reactivos, y se agregaban a la próxima preparación. A causa de la fuerte influencia que las composiciones de Si/Na/Ca ejercen sobre la temperatura de fusión, el vidrio que se obtenía tenía una composición bastante uniforme independientemente de la receta de materia prima que se utilizara. Las temperaturas de fusión de los vidrios a base de Si/K/Ca no son demasiado dependientes de su composición, produciendo vidrios de composiciones más diversas, por lo que las características auto limitantes del sistema de Na permitieron que se dejara de utilizar el método tradicional de producción en coladas parciales para producir composiciones consistentes y se desarrollara una nueva métodología para controlar la consistencia. La amplia variedad de composiciones, junto con los relatos históricos sobre la fabricación del vidrio parecen sugerir que el nuevo método comprendía el fundido de un conjunto de materiales "frescos", descartando los componentes que no reaccionaron.
A partir del 1400, impulsados por el deseo de competir con la calidad del vidrio veneciano, se descubrió que el óxido de calcio (CaO), agregado en forma de conchas, limestone o mármol, es un buen fundente para la mezcla de arena/potasio, produciendo un vidrio claro, al permitir reducir la cantidad de potasio necesario y con ello las impurezas colorantes que lo acompañan.

## Comparación de composiciones
|                              | Egipcio Siglo XV a. C.   | Romano Siglo I | Europeo Siglo XIII            | Sirio Siglo XIV                | Moderno                |
| ---------------------------- | ------------------------ | -------------- | ----------------------------- | ------------------------------ | ---------------------- |
| Silica, SiO2                 | 65                       | 68             | 53                            | 70                             | 73                     |
| Soda, Na2O                   | 20                       | 16             | 3                             | 12                             | 16                     |
| Potasio, K2O                 | 2                        | 0.5            | 17                            | 2                              | 0.5                    |
| Cal, CaO                     | 4                        | 8              | 12                            | 10                             | 5                      |
| Magnesio, MgO                | 4                        | 0.5            | 7                             | 3                              | 3                      |
| Materiales de la preparación | ceniza de plantas cuarzo | natrón arena   | ceniza de madera arena/cuarzo | ceniza de plantas arena/cuarzo | componentes sintéticos |

Composiciones típicas de algunos vidrios históricos y antiguos. Los componentes se dan como porcentaje en peso. Además de los indicados los vidrios antiguos podían contener hasta un uno por ciento de óxido de hierro y hasta el tres por ciento de óxido de aluminio, además de colorantes y opacantes.

## Control del color
Al experimentar con una nueva tecnología, se les hizo difícil a los fabricantes de vidrio del bosque alcanzar los altos niveles de claridad y color de los métodos romanos, principalmente a causa de la gran variabilidad de la proporción de elementos que influyen sobre el color en la materia prima. La arena y tierra europea en general poseen un contenido de hierro y manganeso mayor.  El hierro en una atmósfera de horno común produce un vidrio de una tonalidad azulada/verdosa aunque también puede dar vidrios amarillentos. El manganeso posee un color violeta característico que puede llegar a compensar el efecto del hierro y producir un vidrio incoloro.   Por ejemplo, el vidrio fabricado usando madera de haya que ha crecido en tierras poco ricas en cal posee un elevado contenido de manganeso y es prácticamente incoloro (e.g. Kleinlutzel, Jura) mientras que en áreas ricas en arcilla dan un verde oliva (e.g. Court-Chalvet, Jura). Por lo tanto se puede obtener una variedad de colores y la experimentación le permitió a los artesanos del vidrio evolucionar desde los primitivos colores apagados de tonalidades verde/amarillo/marrón a vidrios de colores claros o incoloros.  Las condiciones locales posibilitaron que ciertas zonas produjeran vidrios de mejor calidad más temprano. En Bohemia a finales del siglo XVI se utilizaban el poder colorante del manganeso para producir un vidrio claro adecuado para tallar. El porcentaje de madera remanente en la ceniza de la madera puede también afectar el color del vidrio al modificar la atmósfera dentro del horno. Se ha descubierto que el vidrio de York Minster era coloreado hasta en un 90% en forma natural, sin que se agregaran colorantes específicos.
Otros colores claros eran producidos mediante la deliberada adición de óxidos de metal, a menudo productos de descarte de la manipulación de metales; óxido de cobre para dar color verde o turquesa, cobalto para obtener un azul intenso. El color rojo era muy difícil de obtener, utilizando partículas de cobre bajo delicadas y controladas condiciones de óxido reducción. Existe muy poca evidencia que muestre que se hayan utilizado opacantes a base de antimonio o estaño. o que el uso de plomo haya afectado a otros colores.

## Operación de la casa de vidrio
Solo se dispone de dos descripciones históricas de fabricación de vidrio en Europa durante épocas medievales. En 1120 Theophilus Presbyter, en Alemania, dejó asentadas recetas e instrucciones y en 1530 Agricola escribió sobre la producción de vidrio en su época. Otra información útil proviene de hallazgos arqueológicos y reconstrucciones teóricas.

## Diseño del horno

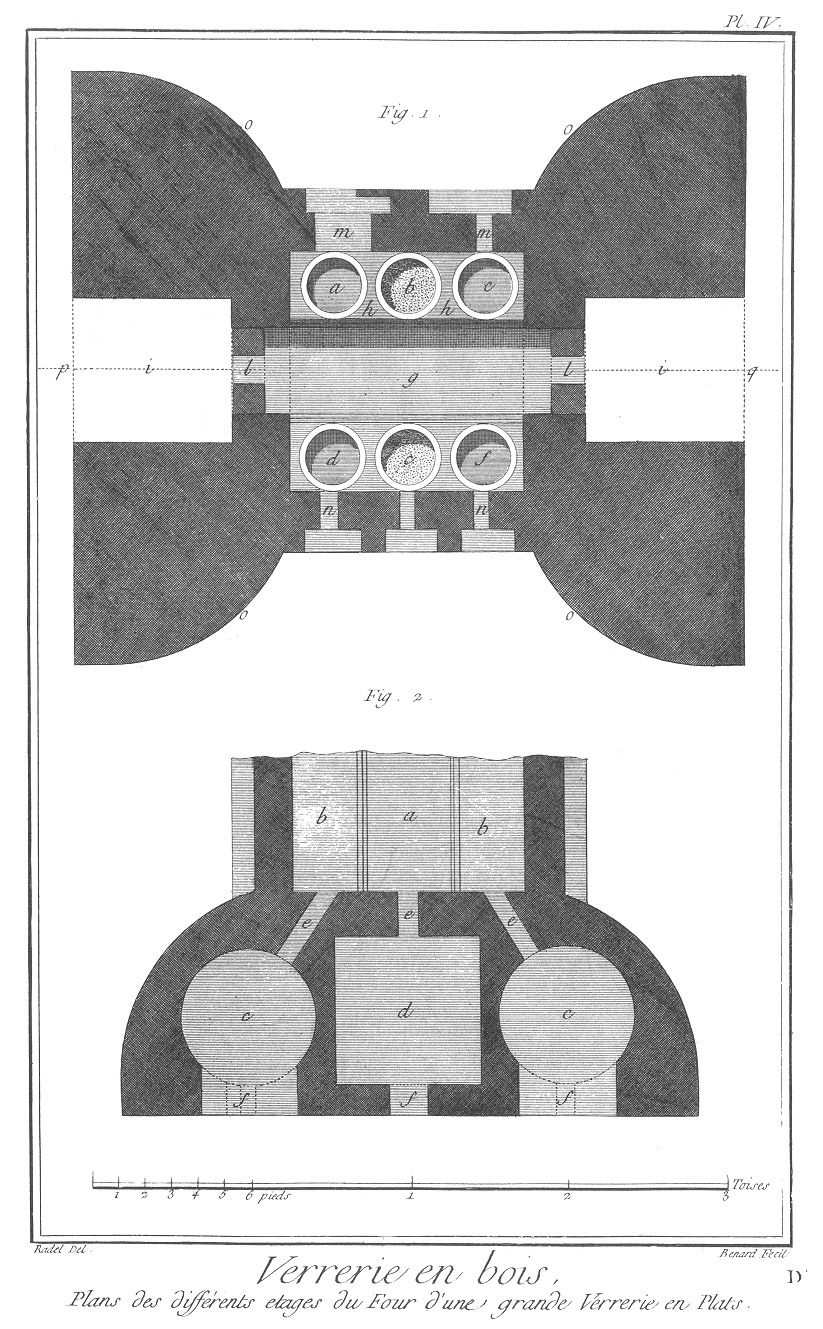
Diseño de horno tipo mariposa.

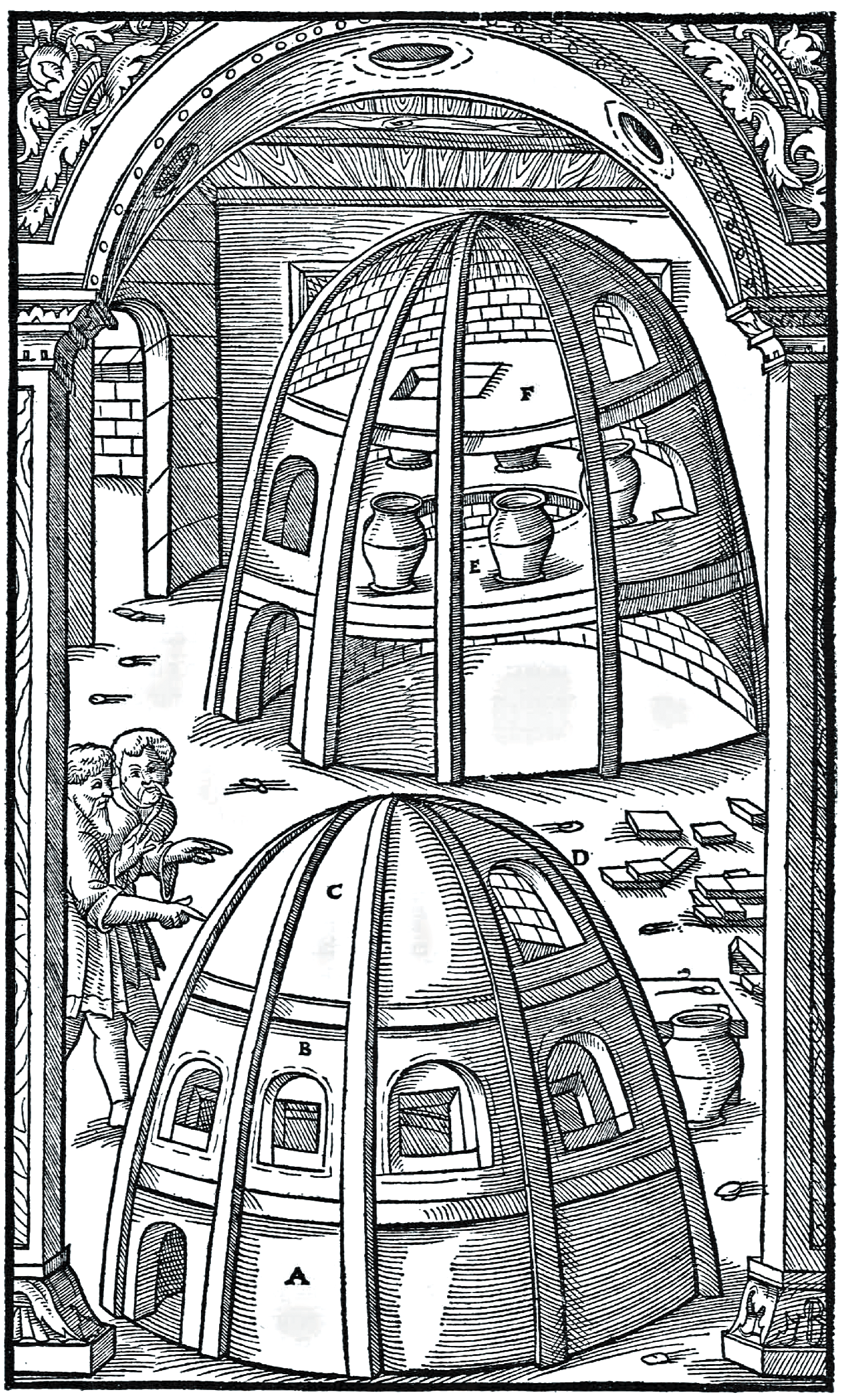
Diseño de horno tipo panal de abeja.

## Ubicación de las casas de vidrio

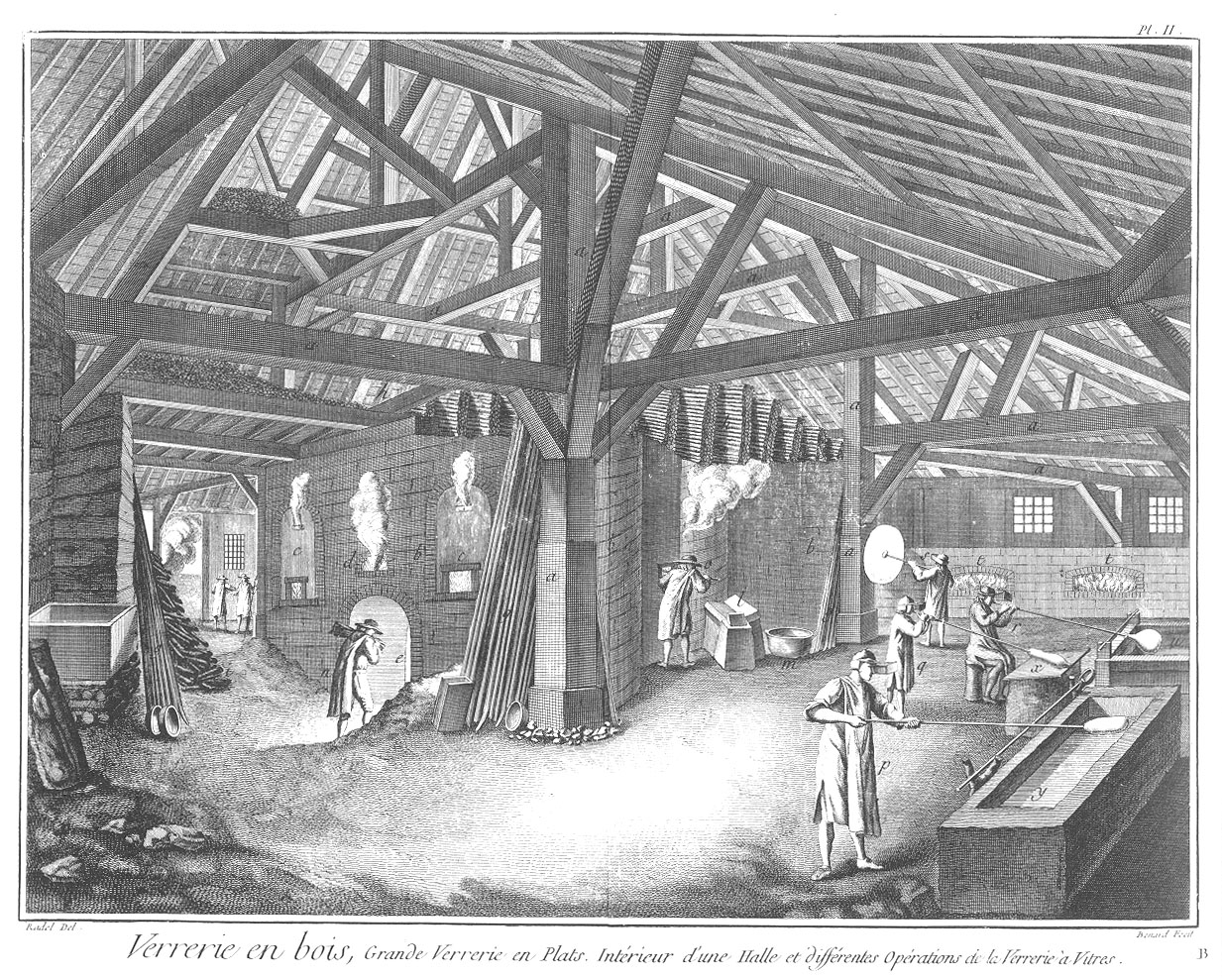
Casa de vidrio del bosque del.

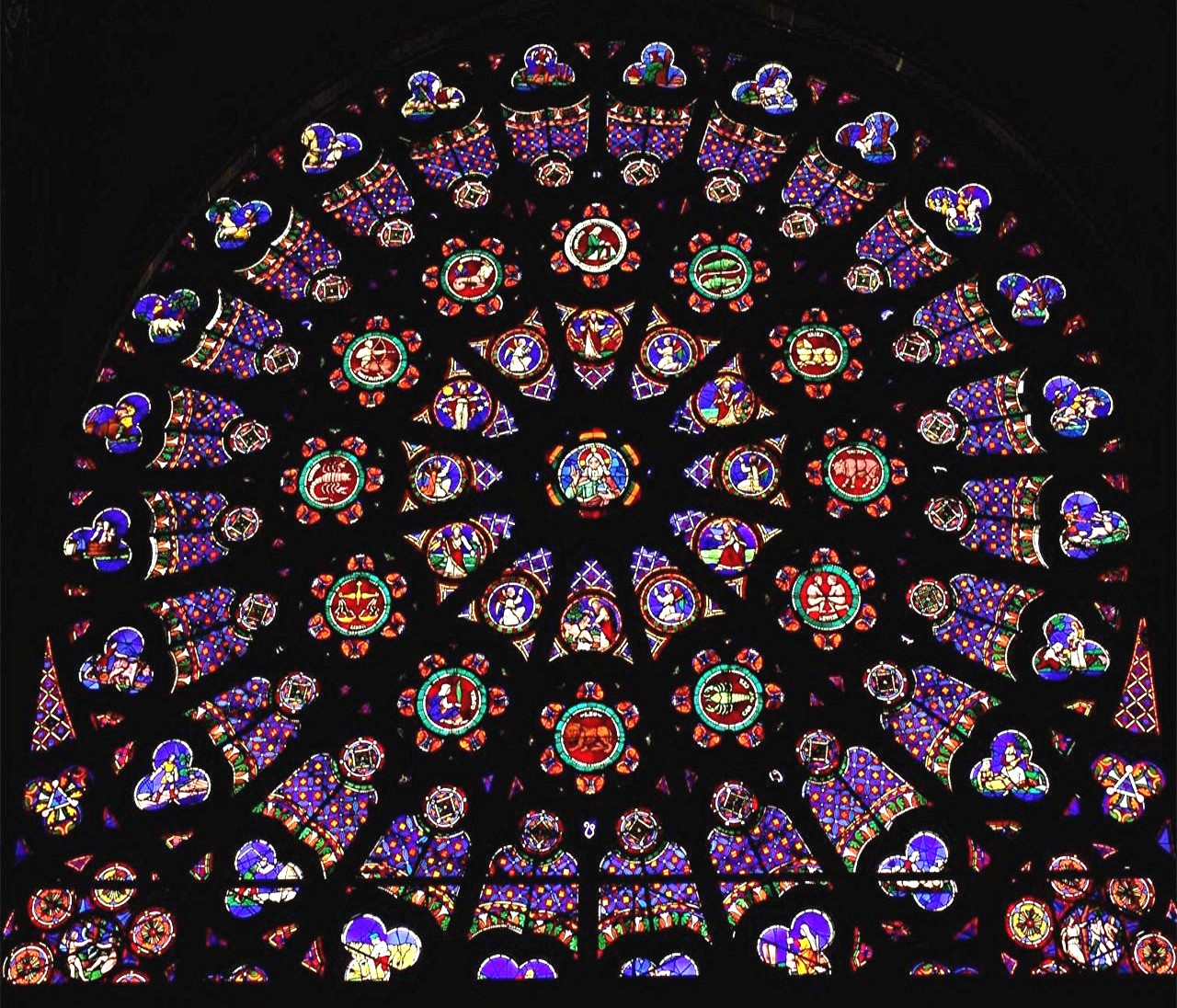
Vitrales con vidrios de colores en la catedral de San Denis, París.